# William Harvey (homme politique canadien)
Pour les articles homonymes, voir William Harvey (homonymie) et Harvey.
William Harvey (3 avril 1821-14 juin 1874) est un homme politique canadien de l'Ontario. Il est député fédéral libéral de la circonscription ontarienne d'Elgin-Est de 1872 jusqu'à son décès en 1874.

## Biographie
Né dans le Malahide (en) dans le Haut-Canada, Harvey étudie dans cette région. Il entame une carrière publique en siégeant au conseil municipal de Malahide et de Malahide Township.
Élu en 1872 et réélu en 1874, il meurt en fonction de la variole peu après sa réélection.